# المعهد الوطني للاضطرابات العصبية والسكتة الدماغية
المعهد الوطني للاضطرابات العصبية والسكتة الدماغية‏ (اختصارًا NINDS) هو جزءٌ من معاهد الصحة الوطنية الأمريكية (NIH). يعمل هذا المعهد على قيادة وتمويل أبحاث الدماغ واضطرابات الجهاز العصبي، ويكون تمويله بحوالي 1.5 مليار دولار أمريكي.

## روابط خارجية
- الموقع الرسمي